# مردی با کلاه هودی
مردی با کلاه هودی (انگلیسی: The Hooded Man) یا مرد روی جعبه، عکسی مشهور است که از رویدادهای زندان ابوغریب در عراق به وجود آمده است. این عکس یک زندانی را نشان می‌دهد که بر روی یک جعبه ایستاده و کلاهی بر سر دارد که تصویری قدرتمند و ترسناک ایجاد می‌کند و بحث‌هایی دربارهٔ حقوق بشر و رفتار با زندانیان را برانگیخته است. این تصویر مرد را با سیم‌هایی به انگشتانش نشان می‌دهد و نماد شکنجه در ابوغریب است و نماد جنگ عراق است. این تصویر روی جلد شماره ۸ مه ۲۰۰۴ اکونومیست، عکس آغازین نیویورکر در ۱۰ می ۲۰۰۴ و در ۱۱ مارس ۲۰۰۶ در اولین شماره نیویورک تایمز منتشر شد. مردی که در عکس قرار داشت در ابتدا علی شلال القیسی گزارش شد، اما مجله اینترنتی Salon.com بعداً در مورد هویت او تردیدهایی را مطرح کرد. بعداً گزارش شد که اگرچه از القیسی در موقعیتی مشابه عکس گرفته شده است، مرد کلاهدار واقعی، عبده حسین سعد فالح، ملقب به گیلیگان است.
این نگاره در سال ۲۰۰۳ و در طول جنگ عراق گرفته شد، زمانی که برخی از سربازان به بدرفتاری با زندانیان متهم شدند. این تصویر به‌طور گسترده‌ای شناخته شد و آگاهی را دربارهٔ اهمیت رفتار با همه افراد با کرامت و احترام، صرف‌نظر از وضعیتشان، افزایش داد. این تصویر به عنوان یادآوری از نیاز به همدلی و عدالت در زمان‌های دشوار عمل می‌کند.
در هنر و رسانه، مرد کلاهدار به عنوان نمادی از مبارزات بسیاری از افرادی که در سراسر جهان با رفتار ناعادلانه مواجه هستند، استفاده شده است. این تصویر بینندگان را تشویق می‌کند تا به مسائل مانند جنگ، قدرت و حقوق همه افراد به‌طور انتقادی فکر کنند.